# علی بن جبله العکوک
ابوالحسن، علی بن جَبَلة بن عبدالله انباری شهرت‌یافته بهالعَکَوَّک (به‌معنای: چاقِ کوتاه‌قد، گویند از سوی اصمعی این لقب به او داده شده) (۷۷۶–۸۲۸م) شاعر نابینای عراقی در نیمهٔ دوم سدهٔ دوم هجری و اوایل سوم بود. او در محافل ادبی می‌رفت و کم‌کم در ادبیات و شعرگویی سرآمد شد. او به مدح ابودلف عجلی و حمید بن عبدالحمید طوسی پرداخت و در این مبالغه نمود؛ مأمون از او در خشم شد و مدایحش را خروج از ایمان صحیح دانست. گویند مأمون دستور قتلش را داد. اما بیشتر برآنند که العَکَوک تا پایان عمر مخفی شد. او را شاعری لطیف‌المعانی و فصیح الالفاظ داسنته‌اند.